# Turbe de Mahmoud II
 (juillet 2018).
Si vous disposez d'ouvrages ou d'articles de référence ou si vous connaissez des sites web de qualité traitant du thème abordé ici, merci de compléter l'article en donnant les références utiles à sa vérifiabilité et en les liant à la section « Notes et références ».

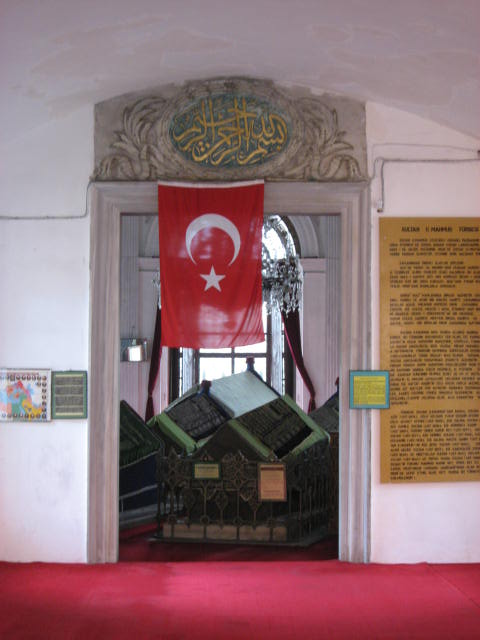
La tombe du Sultan Mahmoud II

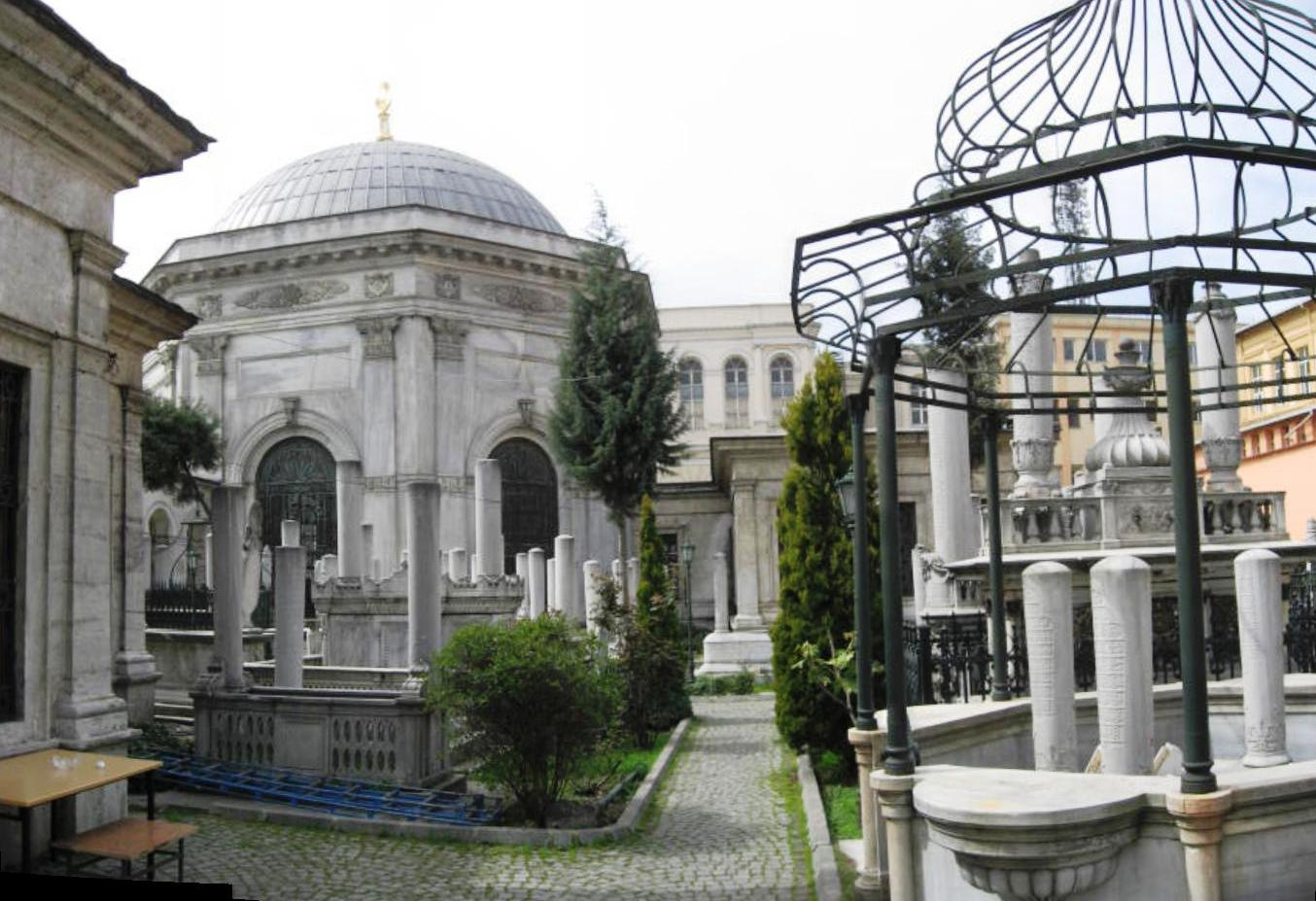
Les tombes des ottomans

Le turbe de Mahmoud II (en turc : II. Mahmud Türbesi) est la célèbre tombe du sultan Mahmoud II, située dans la rue Divan yolu du district de Çemberlitaş dans la  municipalité stambouliote de Fatih.
Le turbe contient les tombes du Sultan Mahmoud II, de sa femme, et de son fils le sultan Abdülaziz.

## Parmi ceux enterrés dans le cimetière

### De la famille royale
- Le sultan Mahmoud II (1839)
- Sultan Abdülaziz (1876)
- Şehzade Yusuf Izzeddin (1916)
- Sultan Abdülhamid II  (1918)
- Şehzade Ömer Faruk (1969)
- Osman Ertuğrul Osmanoğlu (2009)

### Des grands hommes d’État
- Agah Efendi (1885)
- Muallim Naci (1893)
- Khalil Rifat Pacha (1908)
- Hassan Fahmy Bey(1909)
- Saïd Halim Pacha (1921)
- Ziya Gökalp (1924)